# Enochrus aequalis
Enochrus aequalis är en skalbaggsart som först beskrevs av Sharp 1882.  Enochrus aequalis ingår i släktet Enochrus och familjen palpbaggar. Inga underarter finns listade i Catalogue of Life.